# Dry Creek (Alaska)
Dry Creek ist ein Ort und ein census-designated place (CDP) in der Southeast Fairbanks Census Area in Alaska in den Vereinigten Staaten. Das U.S. Census Bureau hatte bei der Volkszählung 2020 eine Einwohnerzahl von 61 ermittelt.

## Geographie
Dry Creek befindet sich im oberen Tanana Valley am linken Flussufer des Tanana River 66 km südöstlich von Delta Junction sowie knapp 90 km westnordwestlich von Tok. Der Alaska Highway (Alaska Route 2) führt 2 km nördlich vom 571 m hoch gelegenen Dorf vorbei. Das CDP-Gebiet wird im Norden vom „Johnson Slough“, ein linker südlicher Flussarm des Tanana River, begrenzt, im Osten vom Berry Creek, im Westen vom Johnson River sowie im Süden vom Prospect Creek. Das CDP-Gebiet reicht im Süden bis zu einem 2115 m hohen Bergkamm der Alaskakette.
Im Osten grenzt das Dry Creek CDP an das Dot Lake CDP. 7 km entfernt befindet sich nordwestlich das Deltana CDP.

## Geschichte
Dry Creek erschien erstmals beim Zensus 1990 als ein census-designated place.

## Demografie
Zum Zeitpunkt der Volkszählung im Jahre 2020 (U.S. Census 2020) hatte Dry Creek 61 Einwohner auf einer Landfläche von 363,04 km². Von den Einwohnern waren 55 Weiße, 2 amerikanisch-indianischer Abstammung sowie ein Asiate. Beim Zensus 2000 wurde eine Einwohnerzahl von 128 ermittelt, beim Zensus 2010 war die Zahl 94. Somit war die Bevölkerungsentwicklung der letzten Jahre rückläufig.